# چری گروو، شهرستان کسول، کارولینای شمالی
چری گروو (به انگلیسی: Cherry Grove) یک منطقهٔ مسکونی در ایالات متحده آمریکا است که در شهرستان کسول، کارولینای شمالی واقع شده‌است.